# Treviso Foot-Ball Club 1932-1933
Questa voce raccoglie le informazioni riguardanti il Treviso Foot-Ball Club nelle competizioni ufficiali della stagione 1932-1933.

## Stagione
Nella stagione 1932-1933, continua l'alternarsi di presidenti al timone del Treviso: prima è Alberto Fregonese a condurre la società di Via Vittorio Emanuele, poi a fine campionato il dottor Guido Carisi lo sostituirà.
La squadra, guidata da Vicenzo Sino Migotti, disputa una stagione straordinaria, sfiorando la promozione in Serie B, finendo a soli 5 punti dal Vicenza.
Nell'ottobre del 1932 scoppia però la grana dello stadio: l'Autorità Militare non vuole più concedere il Santa Maria del Rovere alla società.
Alla fine, grazie a delle pressioni del Podestà di Treviso, il Santa Maria del Rovere viene concesso al Treviso fino a quando non sarà pronto uno stadio nuovo.
Il nuovo stadio sarebbe quindi sorto tra via Siora Andriana del Vescovo e Rampa, e inizialmente venne denominato Stadio Comunale del Littorio, con una capienza di 8.000 posti.

## Statistiche di squadra
| Competizione    | Punti | In casa | In casa | In casa | In casa | In casa | In casa | In trasferta | In trasferta | In trasferta | In trasferta | In trasferta | In trasferta | Totale | Totale | Totale | Totale | Totale | Totale | DR  |
| Competizione    | Punti | G       | V       | N       | P       | Gf      | Gs      | G            | V            | N            | P            | Gf           | Gs           | G      | V      | N      | P      | Gf     | Gs     | DR  |
| --------------- | ----- | ------- | ------- | ------- | ------- | ------- | ------- | ------------ | ------------ | ------------ | ------------ | ------------ | ------------ | ------ | ------ | ------ | ------ | ------ | ------ | --- |
| Prima Divisione | 33    | ?       | ?       | ?       | ?       | ?       | ?       | ?            | ?            | ?            | ?            | ?            | ?            | 24     | 14     | 5      | 5      | 48     | 24     | +24 |
| Totale          |       | ?       | ?       | ?       | ?       | ?       | ?       | ?            | ?            | ?            | ?            | ?            | ?            | 24     | 14     | 5      | 5      | 48     | 24     | +24 |